# EE Limited

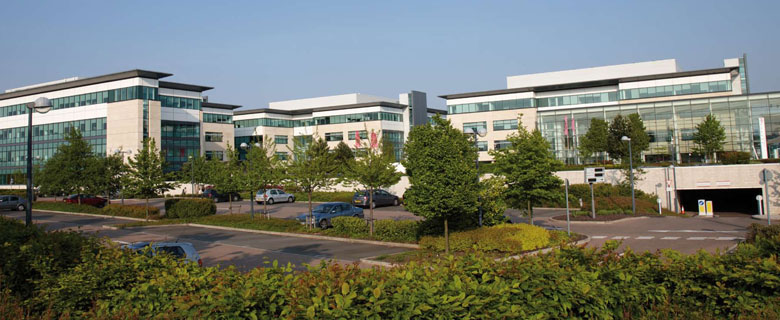
Hauptsitz des Unternehmens im Hatfield Business Park, im Jahr 2008

Die EE Limited ist mit etwa 30 Mio. Kunden der zweitgrößte britische Mobilfunkanbieter nach Telefónica UK sowie gefolgt von Vodafone UK und Three mit Sitz in Hatfield, Hertfordshire nördlich von London. Seit Januar 2016 gehört das Unternehmen zur BT Group plc.
Das Unternehmen entstand unter dem Namen Everything Everywhere am 1. Juli 2010 durch Fusion von T-Mobile UK und Orange UK, den Mobilfunktöchtern der Deutschen Telekom AG und France Télécom S.A. im Vereinigten Königreich.

## Geschichte

### Vorgeschichte
Die Deutsche Telekom war mit Übernahme des One2One-Netzes ab 1999 am britischen Mobilfunkmarkt vertreten. One2One war ursprünglich durch das Telekommunikations-Konsortium Mercury Communications Ltd. eingerichtet worden, die vom Festnetz- und Kabelfernsehgeschäft ausgehend, ab 1993 auch den Mobilfunkmarkt betraten. Dazu installierten sie das weltweit erste Funknetz auf Basis des DCS-1800-Frequenzbereichs, der in Deutschland erst Jahre später bei den E-Netzen eingesetzt wurde. Das Mercury-Konsortium ging jedoch im Oktober 1996 durch Verschmelzung mit drei weiteren Festnetzbetreibern unter und der Mobilfunkbereich wurde von den Haupteigentümern Cable & Wireless Communications Ltd. und MediaOne Group, Inc. im Jahr 1999 für 6,7 Milliarden £ an die Deutsche Telekom verkauft. Der Name wurde am 2. August 2002 auf T-Mobile UK geändert und der Hauptsitz von Borehamwood in den Hatfield Business Park verlegt. Die Netzinfrastruktur wurde zeitweise auch von Virgin Mobile verwendet, die über kein eigenes Netz verfügte. Einige Zeit trat das Unternehmen auch als Sport-Sponsor in Erscheinung und unterstützte beispielsweise den Fußballverein West Bromwich Albion.
France Télécom S.A. erwarb die britische Teilgesellschaft der Orange-Mobilfunkgruppe im Mai 2000, nachdem Vodafone im Zuge der Übernahme des deutschen Mischkonzerns Mannesmann aus kartellrechtlichen Gründen zu deren Verkauf gezwungen war.

### Everything Everywhere
Bis Ende 2009 lagen die beiden Gründungsunternehmen miteinander im Wettbewerb. Am 8. September 2009 gaben jedoch die Deutsche Telekom AG und France Télécom S.A. die Absicht bekannt, ihre Mobilfunksparten im Vereinigten Königreich in ein gemeinsames Joint-Venture einbringen, an dem beide Seiten jeweils 50 Prozent der Anteile halten wollten. Am 6. November 2009 unterzeichneten die neuen Partner schließlich den Vertrag. Nachdem die Aufsichtsräte beider Unternehmen und die Kartellbehörden der Fusion zugestimmt hatten, wurde am 1. April 2010 Everything Everywhere Ltd. gegründet.
Mit Wirkung zum 1. Juli 2010 wurden sämtliche Aktivitäten von T-Mobile UK und Orange UK auf die Everything Everywhere Ltd. übertragen. Damit endete die Eigenständigkeit der beiden Unternehmen. Die beiden Marken blieben noch vorübergehend bestehen, sollten aber langfristig durch die einheitliche Marke EE ersetzt werden.

### EE Limited
Im Verlauf des Jahres 2014 gab es erste Berichte, die Eigentümer zögen einen Verkauf, möglicherweise durch einen Börsengang des Unternehmens in Betracht. 2015 verkauften Deutsche Telekom und die inzwischen aus der France Télécom hervorgegangene Orange S.A. ihre gemeinsame britische Tochter an die BT Group plc, eine Nachfolgerin des ehemaligen Staatskonzerns British Telecom. Die Genehmigung der Übernahme durch die Wettbewerbsbehörde wurde im Januar 2016 erteilt. Der Kaufpreis von 12, 5 Milliarden Pfund wurde zu großen Teilen in Aktien bezahlt. Die Deutsche Telekom erhielt etwa 12 % Minderheitsbeteiligung an der BT Group und wurde damit ihr größter Aktionär. Orange S.A. erhielt 4 % und rund 3,4 Milliarden Pfund in bar. Im Jahr 2017 musste die Telekom eine 2,2 Milliarden schwere Abschreibung bekanntgeben, weil dieses Aktienpaket durch Abwertung der britischen Währung infolge des sogenannten Brexit und infolge eines Bilanzskandals deutlich weniger wert war, als ursprünglich angenommen.
EE Limited verordnete sich bereits im Juni 2016 ein Sparprogramm über etwa 360 Mio. Pfund. Unter anderem wurde über den Fortbestand des Hauptquartiers in Hatfield nachgedacht, welches schon kurz nach der Übernahme innerhalb des Hatfield Business Centers seine Adresse geändert hatte. Es könnten künftig einige Büroetagen im BT Centre in London genutzt werden, wo auch die Integration der verschiedenen Geschäftsbereiche „unter einem Dach“ leichter fallen werde.
Bis heute betreibt EE einen noch unter Orange UK eingeführten IPTV-Dienst, der über die „EE TV-Box“ empfangen werden kann.

## Logos und Markenauftritt

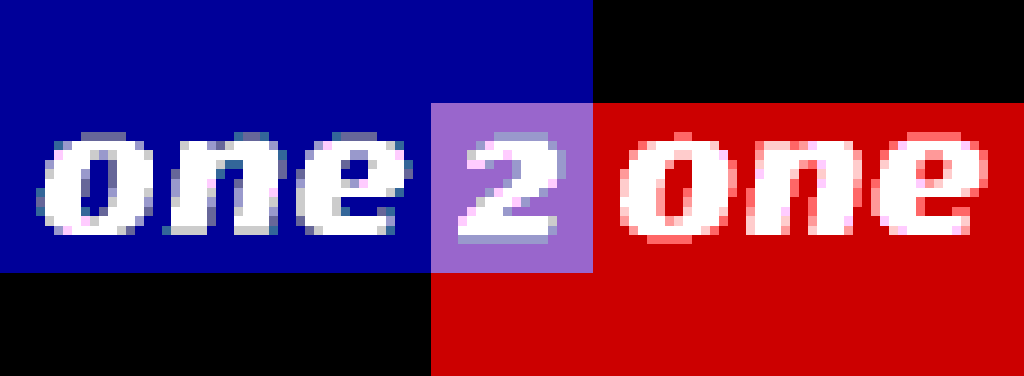
Ehemaliges Logo bis 1999
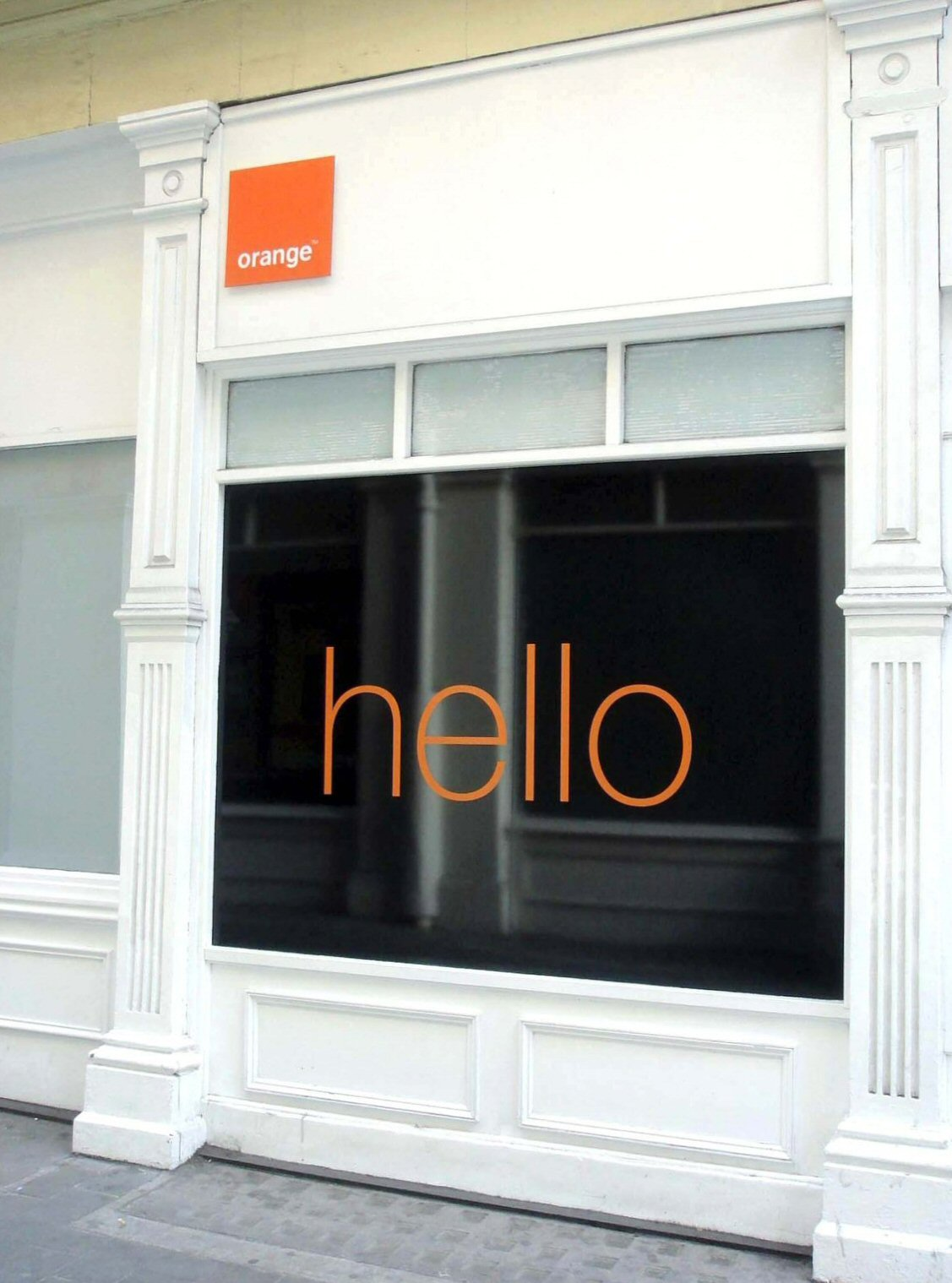
Orange UK, Schaufenster in London, Mai 2007
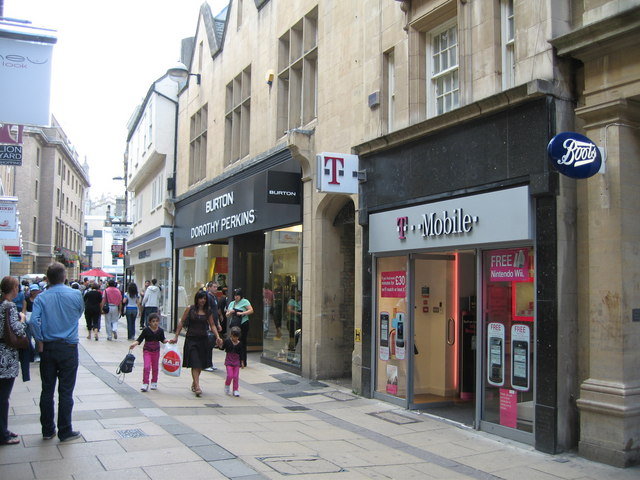
T-Mobile UK, Ladengeschäft in Cambridge, August 2008
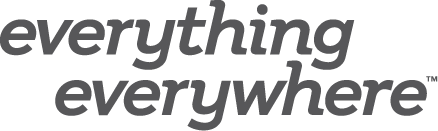
Logo von 2010 bis September 2012
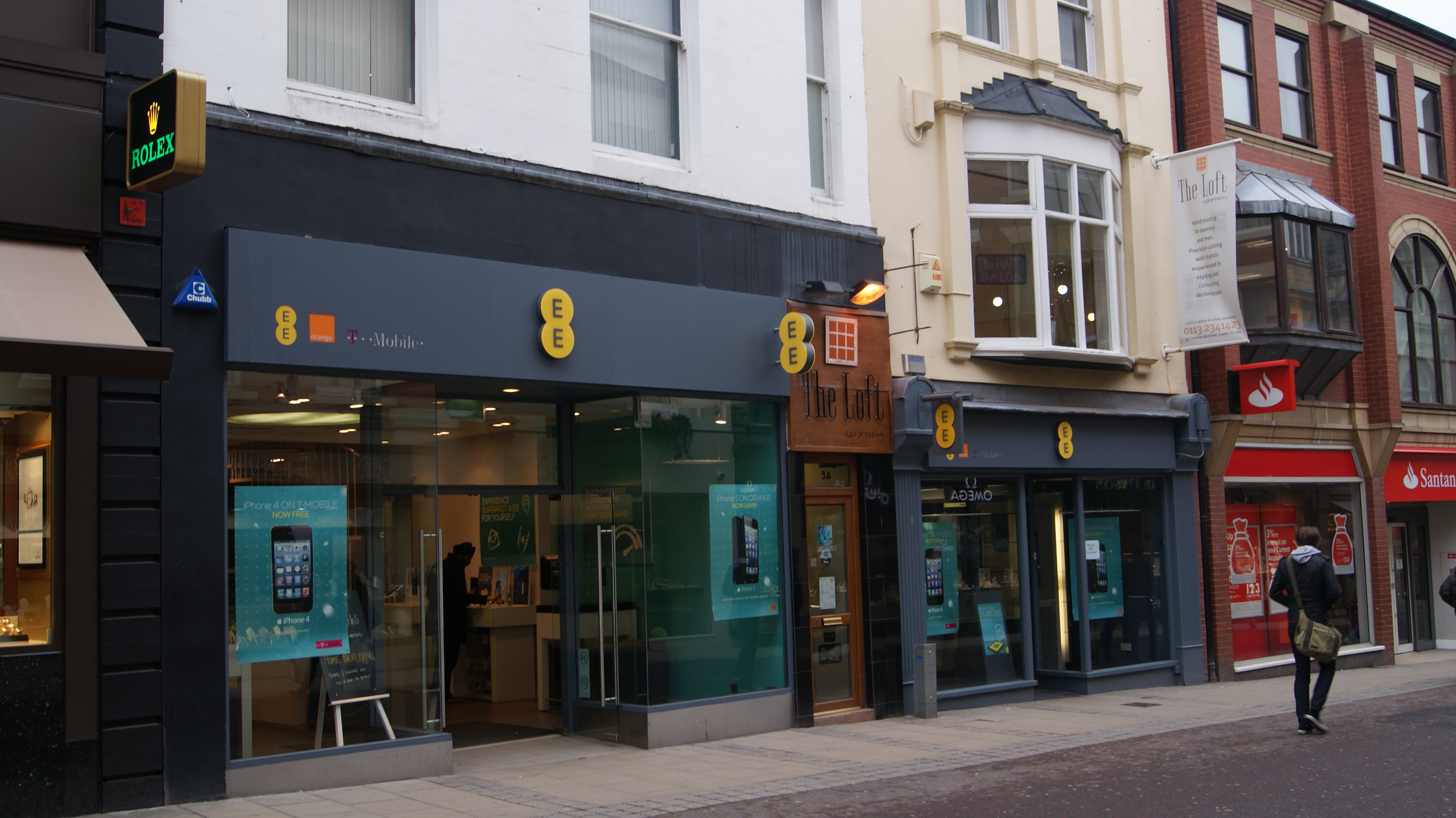
Everything Everywhere, Ladengeschäft in Leeds, Februar 2013
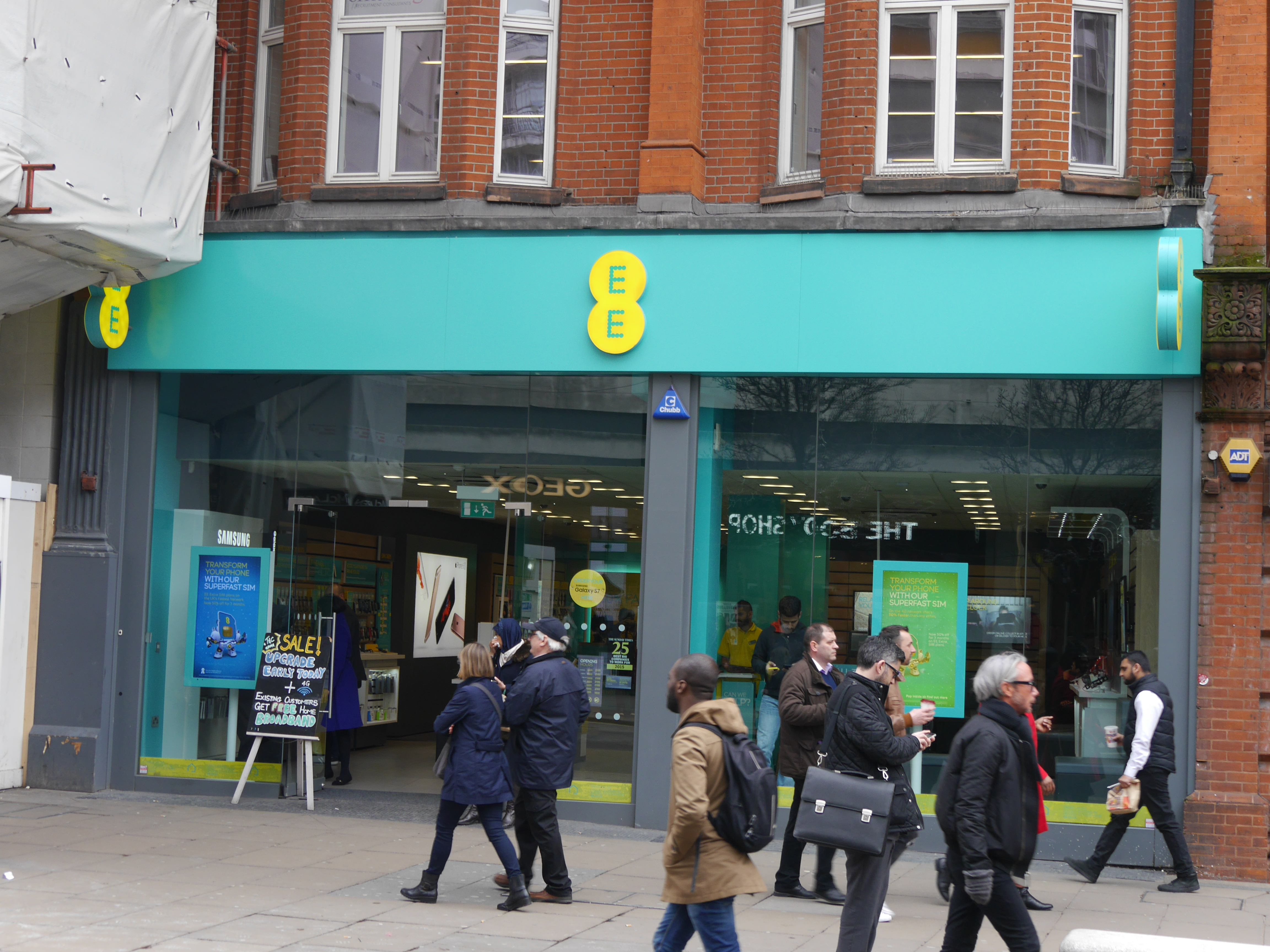
EE Limited, Ladengeschäft in London, März 2016